# Teoria del camp dels lligands
La teoria del camp del lligands (TCL) - en anglès ligand field theory (LFT) - descriu l'enllaç, disposició d'orbitals i altres característiques del complexes de coordinació. Representa una aplicació de la teoria de l'orbital molecular als complexos de metalls de transició. Un ió de metall de transició té 9 orbitals atòmics de valència, cinc nd, un (n+1)s, i tres (n+1)p. per a formar interaccions enllaçants amb lligands. L'anàlisi per TCL depèn molt de l'energia de la geometria del complex, però moltes explicacions comencen descrivint complexos octaèdrics, on sis lligands coordinen el metall.

## Història
La teoria del camp dels lligands va ser desenvolupada entre 1930 i 1940 com una alternativa a la teoria del camp cristal·lí (TCC). En un cert sentit, la TCL combinà la TCC i l'emergent teoria de l'orbital molecular.

### Enllaç σ
Els orbitals moleculars creats per coordinació poden veure's com resultants de la donació de dos electrons per cadascun dels sis lligands donants σ als orbitals d del metall. En complexos octaèdrics, l'aproximació dels lligands al llarg dels eixos x-, y- i z, 
Així com els seus orbitals simetria σ formen combinacions enllaçants i antienllaçants amb els orbitals dz² i dx²−y². Els orbitals dxy, dxz i dyz romanen com a no enllaçants. Algunes interaccions febles enllaçamts (i antienllaçants) amb els orbitals s i p del metall també tenen lloc, per a fer un total de 6 orbitals enllaçants i 6 antienllaçants.

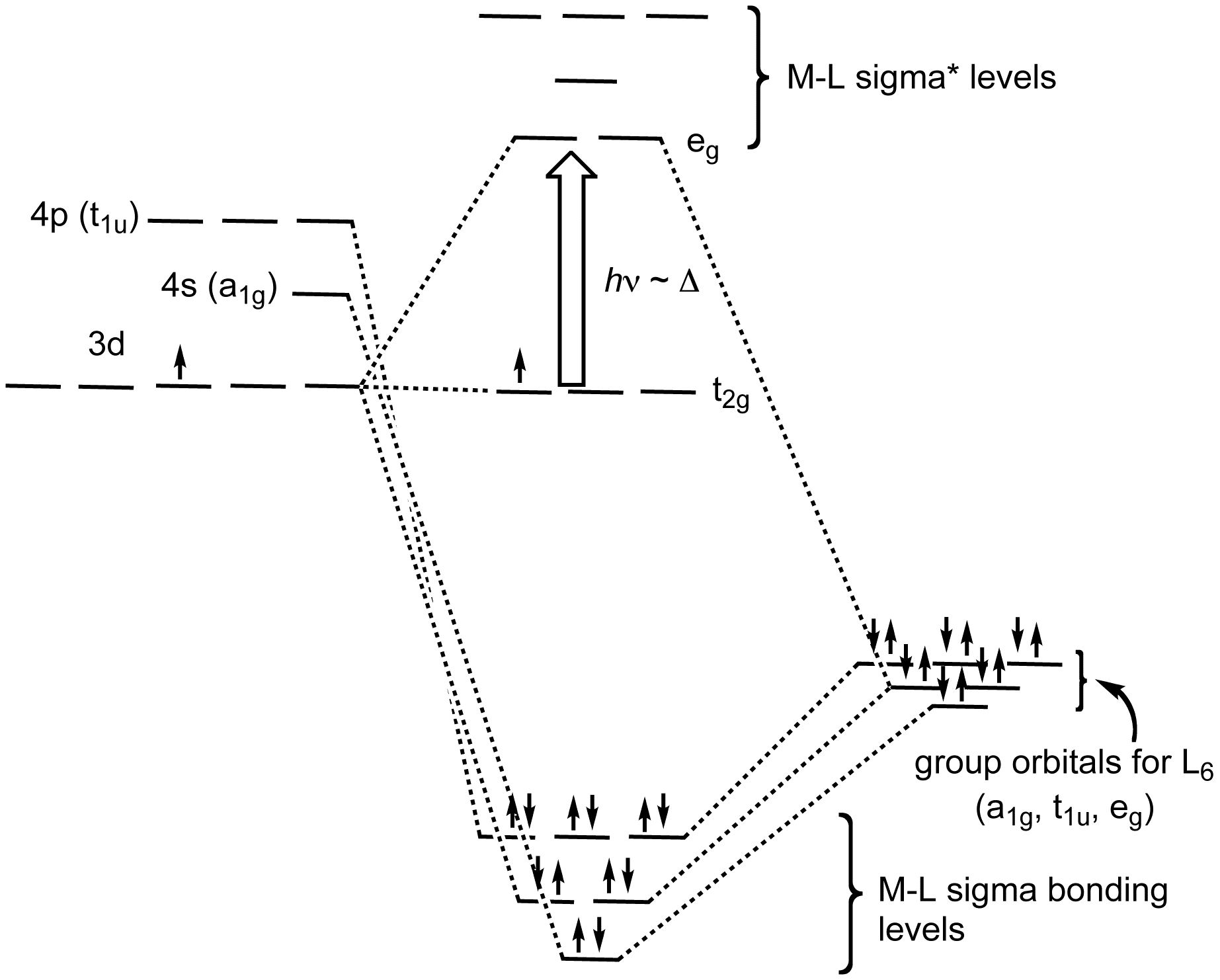
Esquema de camp de lligandss resumint l'enllaç σ en el complex octaéèdric [Ti(H₂O)₆]^{3+}.

En termes de simetria molecular, els sis orbitals de parells solitaris dels lligands (un de cadascun dels lligands) formen sis combinacions d'orbitals lineals adaptats simàtricament (COL), també s'anomenen grups d'orbitals lligands (GOL). Les representacions irreductibles que sorgeixen són a1g, t1u i eg. El metall també té sis orbitals de valència dels quals sorgeixen aquestes representacions irreductibles - l'orbital s s'anomena a1g, un conjunt d'orbitals p s'anomena t1u, i els orbitals dz² i dx²−y² són etiquetats com a eg. Els sis orbitals moleculars σ enllaçants resulten de la combinació dels COL amb els orbitals del metall de la mateixa simetria.

### Enllaç π
L'enllaç π en complexos octaèdrics ocorre en dues formes: via qualsevol orbital p del lligand que no està sent usat en un enllaç σ, i via qualsevol orbital molecular π o π* present en el lligand.

### Spin alt i baix i la sèrie electroquímica
Els sis orbitals moleculars enllaçants que són formats estan "plens" amb els electrons dels lligands, i els electrons dels orbitals d de l'ió metàl·lic ocupen els orbitals moleculars no enllaçnts i en alguns casos, els antienllaçants. La diferència d'energia entre els dos darrers tipus d'orbitals moleculars s'anomena ΔO (O per octaèdrica) i està determinada per la natura de la interacció π entre els orbitals lligands amb els orbitals d de l'àtom central. Els lligands donants π condueixen a un valor petit de ΔO i s'anomenen lligands de camp feble o baix, mentre que els lligands acceptors π condueixen a un valor gran de ΔO i s'anomenen lligands de camp fort o alt. Els lligands que no són ni donants ni acceptors de π produeixen un valor de ΔO en un punt mitjà.
La mida de ΔO determina l'estructura electrònica dels ions d4 - d7. En complexes amb metalls amb aquestes configuracions electròniques d, es poden omplir de dues formes: l'anomenada spin baix i la de spin alt.
La sèrie espectroquímica és una llista derivada empíricament dels lligands ordenats per la mida de Δ que produeixen.
I− < Br− < S2− < SCN− < Cl− < NO₃− < N₃− < F− < OH− < C₂O₄2− < H₂O < NCS− < CH₃CN < py (piridina) < NH₃ < en (etilendiamina) < bipy (2,2'-bipiridina) < phen (1,10-fenantrolina) < NO₂− < PPh₃ < CN− < CO